# Drippin
Drippin (кор. 드리핀, стилізується великими літерами) — південнокорейський бой-бенд, створений Woollim Entertainment у 2020 році. До складу гурту входять сім учасників: Юнсон, Хьоп, Чанук, Донюн, Мінсо, Джунхо та Алекс. Гурт дебютував 28 жовтня 2020 року з мініальбомом Boyager.

## Кар'єра

### До дебюту
До дебюту всі учасники, крім Алекса, брали участь у конкурсному реаліті-шоу Produce X 101, а Ча Чун Хо посів дев'яте місце і таким чином став учасником проєктного гурту X1. Решта учасників разом із ще одним стажером на ім'я Лі Сон Чжун (тепер він є учасником гурту Blank2y) випустили сингл «1M1S» під назвою W Project 4. Сингл посів 81 місце в чарті Billboard K-pop Hot 100.

### 2020—2021: дебют і наступні релізи
У вересні 2020 року Woollim Entertainment оголосили про дебют нового чоловічого гурту, який складатиметься з семи учасників під назвою Drippin. Вони брали участь у реаліті-шоу We are Drippin, випущеному через Seezn KT. Шоу документувало процес створення гурту і підготовку до дебюту. Гурт дебютував 28 жовтня з мініальбомом Boyager. Назва альбому поєднує слова «хлопець» і «voyager», що відсилає до космічної програми «Вояджер».
16 березня 2021 року гурт випустив свій другий мініальбом A Better Tomorrow із заголовною піснею «Young Blood».
29 червня 2021 року Drippin випустили свій перший сингл-альбом Free Pass з однойменним головним синглом.
11 листопада 2021 року Drippin випустили промо-сингл «Vertigo» через Universe Music для платформи Universe.

### 2022— тепер:Villain, японський дебют іVillain: Zero
17 січня 2022 року Drippin випустили свій третій мініальбом Villain і його однойменний трек.
18 травня 2022 року гурт дебютував в Японії з синглом «So Good».
15 червня 2022 року Drippin випустили свій другий сингл-альбом Villain: Zero з титульним треком «Zero».
15 листопада 2022 року Drippin випустили свій перший студійний альбом Villain: The End і його титульний трек «The One». Спочатку планувалося, що він вийде 1 листопада, але 30 жовтня Woollim Entertainment оголосили про відкладення релізу альбому через національний траур після інциденту на Хелловін у Сеулі 29 числа.
26 січня 2023 року Woollim Entertainment оголосили, що Алекс тимчасово не буде брати участь у діяльності гурту через стан його здоров'я.

## Учасники
Адаптовано з офіційного сайту:
- Юнсон (кор. 윤성) — лідер, вокаліст, головний танцюрист
- Хьоп (кор. 협) — головний вокаліст
- Чанук (кор. 창욱) — вокаліст
- Донюн (кор. 동윤) — головний репер
- Мінсо (кор. 민서) — вокаліст
- Джунхо (кор. 준호) — вокаліст
- Алекс (кор. 알렉스) — вокаліст, репер

## Дискографія

### Студійні альбоми
| Назва            | Деталі | Пікові позиції у чартах | Продажі                  |
| Назва            | Деталі | KOR                     | Продажі                  |
| ---------------- | --- | ----------------------- | ------------------------ |
| Villain: The End | - Реліз: 15 листопада 2022 - Лейбл: Woollim Entertainment - Формат: CD, цифрове завантаження, стриминг Трек-лист 1. «I.N.O» 2. «The One» 3. «Silence» 4. «Monster» 5. «Home» 6. «Utopia» 7. «Deja Vu» 8. «Escape» 9. «Champion» 10. «When I'm with You» | 17                      | - Південна Корея: 40,675 |

### Мініальбоми
| Назва             | Деталі | Пікові позиції у чартах | Пікові позиції у чартах | Пікові позиції у чартах | Продажі                                  |
| Назва             | Деталі | KOR                     | JPN                     | JPN Hot                 | Продажі                                  |
| ----------------- | --- | ----------------------- | ----------------------- | ----------------------- | ---------------------------------------- |
| Boyager           | - Реліз: 28 жовтня 2020 - Лейбл: Woollim Entertainment - Формат: CD, цифрове завантаження, стриминг Трек-лист 1. «Boyager» 2. «Nostalgia» 3. «Overdrive» 4. «Shine» 5. «Colors» (кор. 물들여) 6. «Light» (кор. 빛)                        | 8                       | 17                      | —                       | - Південна Корея: 52,832 - Японія: 3,330 |
| A Better Tomorrow | - Реліз: 16 березня 2021 - Лейбл: Woollim Entertainment - Формат: CD, цифрове завантаження, стриминг Трек-лист 1. «A Better Tomorrow» 2. «Young Blood» 3. «Reach Out Your Hands» (кор. 손을 뻗어봐) 4. «Without U» 5. «Firefly» 6. «Fate» | 8                       | 63                      | 73                      | - Південна Корея: 47,597 - Японія: 1,893 |
| Villain           | - Реліз: 17 січня 2022 - Лейбл: Woollim Entertainment - Формат: CD, цифрове завантаження, стриминг Трек-лист 1. «7Villaz» 2. «Villain» 3. «Switch» 4. «Shy» 5. «Delusion» 6. «Remember» 7. «Vertigo» (CD only)                            | 10                      | —                       | 39                      | - Південна Корея: 33,699                 |

### Сингл-альбоми
| Назва         | Деталі | Пікові позиції у чартах | Пікові позиції у чартах | Пікові позиції у чартах | Продажі                                  |
| Назва         | Деталі | KOR                     | JPN Oricon              | JPN Hot                 | Продажі                                  |
| ------------- | --- | ----------------------- | ----------------------- | ----------------------- | ---------------------------------------- |
| Free Pass     | - Реліз: 29 червня 2021 - Лейбл: Woollim Entertainment - Формат: CD, цифрове завантаження, стриминг Трек-лист 1. «Free Pass» 2. «Stay» 3. «Wish» (너의 소원 안에 내가 있었으면 해) | 6                       | 50                      | 52                      | - Південна Корея: 37,596 - Японія: 1,125 |
| Villain: Zero | - Реліз: 15 червня 2022 - Лейбл: Woollim Entertainment - Формат: CD, цифрове завантаження, стриминг Трек-лист 1. «Zero» 2. «Game» 3. «Trick and Treat»                             | 11                      | —                       | —                       | - Південна Корея: 28,023                 |
| Seven Sins    | - Реліз: 19 квітня 2023 - Лейбл: Woollim Entertainment - Формат: CD, цифрове завантаження, стриминг Трек-лист 1. «Seven Sins» 2. «Stereo» 3. «Bad Blood»                           | 16                      | —                       | —                       | - Південна Корея: 64,576                 |
| Японські      | |                         |                         |                         |                                          |
| So Good       | - Released: May 18, 2022 - Label: Mercury Tokyo/Universal - Formats: CD, digital download, streaming Трек-лист 1. «So Good» 2. «Villain» (Japanese ver.)                           | —                       | 9                       | —                       | - Японія: 6,373                          |
| Hello Goodbye | - Реліз: 15 березня 2023 - Лейбл: Mercury Tokyo/Universal - Формат: CD, цифрове завантаження, стриминг Трек-лист 1. «Hello Goodbye» 2. «MIRAI» 3. «The One» (Japanese ver.)        | —                       | 12                      | —                       | - Японія: 10,508                         |

### Сингли
| Назва                                                                            | Рік       | Пікові позиції у чартах | Пікові позиції у чартах | Пікові позиції у чартах | Альбом            |
| Назва                                                                            | Рік       | KOR Down.               | JPN                     | US World                | Альбом            |
| Корейські                                                                        | Корейські | Корейські               | Корейські               | Корейські               | Корейські         |
| -------------------------------------------------------------------------------- | --------- | ----------------------- | ----------------------- | ----------------------- | ----------------- |
| «Nostalgia»                                                                      | 2020      | 89                      | —                       | —                       | Boyager           |
| «Young Blood»                                                                    | 2021      | 46                      | —                       | —                       | A Better Tomorrow |
| «Free Pass»                                                                      | 2021      | 86                      | —                       | 9                       | Free Pass         |
| «Vertigo»                                                                        | 2021      | —                       | —                       | —                       | Сингл без альбому |
| «Villain»                                                                        | 2022      | 61                      | —                       | —                       | Villain           |
| «Zero»                                                                           | 2022      | 49                      | —                       | —                       | Villain: Zero     |
| «The One»                                                                        | 2022      | 57                      | —                       | —                       | Villain: The End  |
| «Seven Sins»                                                                     | 2023      | 116                     | —                       | —                       | Seven Sins        |
| Японські                                                                         |           |                         |                         |                         |                   |
| «So Good»                                                                        | 2022      | —                       | 9                       | —                       | So Good           |
| «Hello Goodbye»                                                                  | 2023      | —                       | 12                      | —                       | Hello Goodbye     |
| «—» релізи, що не потрапили у чарти або не були випущені у відповідних регіонах. |           |                         |                         |                         |                   |

## Відеографія

### Музичні кліпи
| Назва           | Рік       | Режисер(и)                        | Прим.     |
| Корейські       | Корейські | Корейські                         | Корейські |
| --------------- | --------- | --------------------------------- | --------- |
| «Nostalgia»     | 2020      | Roh Ji-hoon (Studio Sapiens)      | [ 35 ]    |
| «Shine»         | 2020      | Roh Ji-hoon (Studio Sapiens)      | [ 36 ]    |
| «Young Blood»   | 2021      | Roh Ji-hoon (Studio Sapiens)      | [ 37 ]    |
| «Free Pass»     | 2021      | Zanybros                          | [ 38 ]    |
| «Vertigo»       | 2021      | Shin Hee-won (ST-WT)              | [ 39 ]    |
| «Villain»       | 2022      | Kim Ja-kyoung (Flexible Pictures) | [ 40 ]    |
| «Zero»          | 2022      | Kim Ja-kyoung (Flexible Pictures) | [ 41 ]    |
| «The One»       | 2022      | Kim Ja-kyoung (Flexible Pictures) | [ 42 ]    |
| «Seven Sins»    | 2023      | Paradox Child                     | [ 43 ]    |
| Японські        |           |                                   |           |
| «SO GOOD»       | 2022      | Jimmy (VIA)                       | [ 44 ]    |
| «Hello Goodbye» | 2023      |                                   |           |

## Фільмографія

### Реаліті-шоу
| Рік  | Назва          | Мережа                 | Нотатки                         | Прим.  |
| ---- | -------------- | ---------------------- | ------------------------------- | ------ |
| 2020 | We are DRIPPIN | Seezn, VLive & YouTube | Premiered on September 17, 2020 | [ 45 ] |
| 2020 | GAME KING      | VLive & YouTube        | November 25, 2020               | [ 46 ] |
| 2021 | LET'S DRIPPIN  | VLive & YouTube        | Premiered on May 7, 2021        | [ 47 ] |

### Вар'єте шоу
| Рік  | Назва                           | Мережа                    | Нотатки                           | Прим.  |
| ---- | ------------------------------- | ------------------------- | --------------------------------- | ------ |
| 2021 | «The Wolf: The Last Descendant» | Universe, V Live, YouTube | Прем'єра відбулася 25 жовтня 2021 | [ 48 ] |

## Нагороди і номінації
| Нагорода                      | Рік  | Категорія                         | Номинат / робота  | Результат | Прим.         |
| ----------------------------- | ---- | --------------------------------- | ----------------- | --------- | ------------- |
| Asia Artist Awards            | 2021 | Male Idol Group Popularity Award  | Drippin           | Номінація | [ 49 ]        |
| Asia Artist Awards            | 2021 | U+ Idol Live Popularity Award     | Drippin           | Номінація | [ 50 ]        |
| Asian Pop Music Awards        | 2021 | Best New Artist (Overseas)        | A Better Tomorrow | Номінація | [ 52 ] [ 53 ] |
| Brand Customer Loyalty Awards | 2021 | Best Male Rookie Award            | Drippin           | Номінація | [ 54 ]        |
| Brand of the Year Awards      | 2021 | Rookie Male Idol Award            | Drippin           | Номінація | [ 55 ]        |
| Gaon Chart Music Awards       | 2021 | New Artist of the Year — Physical | Boyager           | Номінація | [ 56 ]        |
| Golden Disc Awards            | 2021 | Rookie Artist of the Year         | Drippin           | Номінація | [ 57 ]        |
| Mnet Asian Music Awards       | 2021 | Best New Male Artist              | Drippin           | Номінація | [ 58 ]        |
| Mnet Asian Music Awards       | 2021 | Artist of the Year                | Drippin           | Номінація | [ 58 ]        |
| Mnet Asian Music Awards       | 2021 | Album of the Year                 | A Better Tomorrow | Номінація | [ 58 ]        |
| Seoul Music Awards            | 2021 | Rookie of the Year                | Drippin           | Номінація | [ 59 ]        |
| Seoul Music Awards            | 2021 | K-wave Popularity Award           | Drippin           | Номінація | [ 59 ]        |
| Seoul Music Awards            | 2021 | Popularity Award                  | Drippin           | Номінація | [ 59 ]        |
| The Fact Music Awards         | 2021 | Fan N Star Choice Award (Artist)  | Drippin           | Номінація | [ 60 ]        |

## Нотатки
1. ↑  «Vertigo» was released as a promotional single in collaboration with Universe.
2. ↑  Hosted by the Hong Kong Asia Pacific International Group and Sunway Records, the Asian Pop Music Awards bases its winners on "Asian Pop Music Chart" which opened in September 2019.[51]